# Шелрі Джозеф
Шелрі Джамал Джозеф (англ. Shalrie Jamal Joseph; нар. 24 травня 1978, Сент-Джорджес) — гренадський футболіст, виступав на позиції опорного півзахисника. З 2018 року головний тренер національної збірної Гренади.

## Життєпис

### Ранні роки
У підлітковому віці разом з родиною переїхав до Брукліну (Нью-Йорк). Виступав за футбольні команди коледжу «Брайнт енд Стреттон» та Університету Святого Джона в Нью-Йорку, який він закінчив у 2002 році.

### Клубна кар'єра

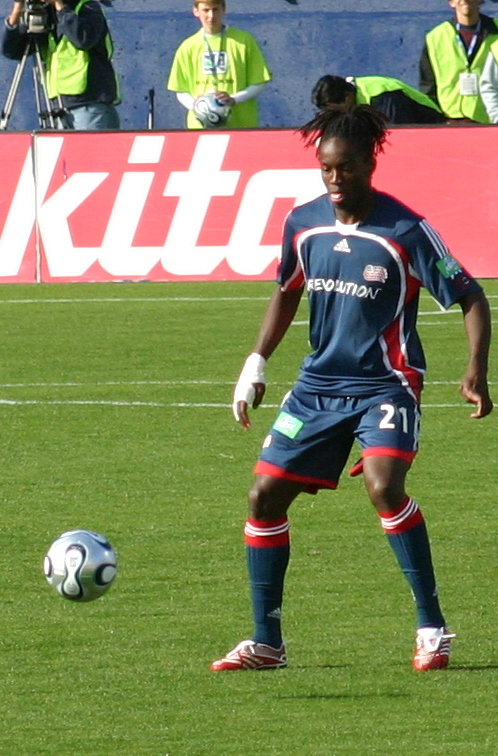
Шелрі Джозеф під час виступів за «Рев» у Кубку MLS 2006.

Джозеф брав участь у Супердрафті MLS 2002 під 14-м номером у команді «Нью-Інгленд Революшн», проте до початку сезону 2003 року так і не перейшов до «Революшн», провів більшу частину в пошуках нового клубу за кордоном, а згодом виступав за «Нью-Йорк Фрідом» в USL D-3 Pro League. Після переходу до «Нью-Інгленд» швидко зарекомендував себе як один з найкращих опорних півзахисників у чемпіонаті. У 2005 році потрапив до MLS Best XI.
У серпні 2006 року «Селтік» запропонував 1 мільйон доларів за перехід Шелрі Джозефа, проте MLS відхилила цю пропозицію. У 2007 році інша пропозиція «Селтіка» на суму вже в 2 мільйони доларів також була відхилена клубом з MLS.
У 2008 році вийшов у стартовому складі Матчу всіх зірок МЛС проти «Вест Гем Юнайтед», в якому американці здобули перемогу з рахунком 3:2. Таким чином Збірна всіх зірок встановила рахунок у протистоянні з іноземними клубами 5:0.
У 2010 році, після відходу Стіва Ролстона у «Сент-Луїс», став новим капітаном «Революшн». Під час сезону 2010 року взяв у команді відпустку, щоб узяти участь у реабілітаційній програмі Major League Soccer по боротьбі з наркоманією та агресивною поведінкою. Наприкінці травня Шелрі повернувся до команди.
У сезоні 2012 року «Революшн» підписали контракт з Джозефом за «правилом призначеного гравця». 1 серпня 2012 року Шелрі був відправлений до «Чівас США» в обмін на учасника Супердрафту MLS 2013 Блера Гевіна з певною доблатою від «Чівас».
19 лютого 2013 року Джозеф був проданий «Сіетл Саундерз» за можливість вибрати гравця в другому раунді Супердрафту MLS 2014 та 2015 років, а також у за порядок розміщення гравців.
У квітні 2014 року Шерлі повернувся до «Нью-Інгленд Революшн».
21 травня 2016 року Джозеф підписавконтракт з лубом Прем'єр-ліг Девелопмент ФК «Бостон».

### Кар'єра в збірній
Викликався до складу національної збірної Гренади, у футболці збірної виступав у Карибському кубку, Золотому кубку КОНКАКАФ 2009 та кваліфікації чемпіонату світу.

### Кар'єра тренера
У березні 2018 року очолив національну збірну Гренади.

## Особисте життя
У 2009 році отримав громадянство США.

## Досягнення

### «Нью-Інгленд Революшн»
- Північноамериканська суперліга
  -  Чемпіон (1): 2008

- Відкритий кубок США
  -  Володар (1): 2007

### Індивідуальні
- MLS Best XI (4): 2005, 2007, 2008, 2009